# Доржу, Клара Бурбулдеевна
Доржу́ (Куулар) Клара Бурбулдеевна (тув. Бүрбүлдеевна; род. 22 марта 1957, Чадан, Тувинская АО, РСФСР, СССР) — российский филолог, учёный, кандидат филологических наук, исследователь тувинского языка, поэтесса, автор учебников для 9-10 класса «Тувинская литература», для 5-го класса «Родной язык», соавтор учебника для 6-го класса «Родной язык» и многих других.

## Биография
Доржу Клара Бурбулдеевна родилась 22 марта 1957 года в небольшом городке Чадане Тувинской автономной области. До 7-го класса училась в средней школе села Баян-Тала, Дзун-Хемчикского района. В 1974 году окончила МБОУ СОШ № 1 г.Чадана. В 1980 году Клара Бурбулдеевна окончила Кызылский государственный педагогический институт по специальности «Родной язык и родная литература», «Русский язык и русская литература». В студенческие годы начала писать стихи на тувинском языке. На стихи К. Б. Доржу написаны многие популярные тувинские песни.
Свой трудовой путь Клара Бурбулдеевна начала учителем в родной Баян-Талинской школе. В 1980-82 годах работала учителем русского языка и литературы в средней школе с. Баян-Тала.
С 1986 начала преподавательскую деятельность в должности ассистента кафедры тувинской филогии в Кызылском государственном педагогическом институте. Позже стала преподавателем и заведующим кафедры тувинской филогии.
Имеет преподавательский стаж более 30 лет. Вырастила не одно поколение учителей родного языка и литературы, филологов, лингвистов.
Преподаваемые дисциплины: филологический анализ художественного текста, сопоставительная грамматика, морфология современного тувинского языка.

## Научная и творческая деятельность
Клара Бурбулдеевна заполняет собой одну из ярких, золотых страниц истории Тувинского государственного университета. Клара Доржу проводит исследования по культуре тувинской речи, филологическому анализу текста и методике преподавания тувинского языка. Доржу К. Б. — автор более 100 научных и учебно-методических работ.
В 1983 году поступила в аспирантуру Института стран Азии и Африки МГУ им. М. Ломоносова. Позже в 1986 году под руководством тюрколога, доктора филологических наук, профессора Э. А. Груниной защитила кандидатскую диссертацию на тему «Категория залога в тувинском языке».
В 1996 году по решению Высшей аттестационной комисси была удостоена звания Доцент.
В 2013 году выпустила монографию «Категория залога в тувинском языке». Клара Доржу — первый учёный-тувиновед, который проанализировал в тувинском языке категорию залога, грамматическую категорию, отражающую соотношения между семантическим субъектом, действием и семантическим объектом.
Научный труд Клары Доржу имеет еще одно направление — школьные учебники. Она является одним из авторов учебников по тувинскому языку для 5-х классов, 6-7х классов, 9-х классов, 10-11х классов. Кроме этого она является автором «Программы по углубленному изучению тувинского языка и литературы для 8-11 классов», «Учебно-методического комплекса по технологии изготовления традиционных изделий прикладного искусства и народных ремесел Тувы» и многих других.
Клара Доржу также является автором двух сборников стихов на тувинском языке.
Является защитником тувинского языка, пишет статьи о проблеме исчезновения родного языка, активно выступает за сохранение языка и тувинской культуры.

## Научные труды

### Диссертации
1. Куулар К. Б. Категория залога в тувинском языке: диссертация кандидата филологических наук : 10.02.06. — Москва, 1986. — 162 с.[13]

### Монографии
1. Категория залога в тувинском языке: монография / К. Б. Доржу. — Кызыл : Тувинский гос. ун-т, 2013. — 154 с.; 20 см; ISBN 978-5-91178-068-5[6]

### Афторефераты
1. Категория залога в тувинском языке: автореферат кандидатской диссертации. — М.: Изд-во МГУ, 1987. — 20 с.[14]

### Словари
1. Ekrem Arikoğlu, Klara Kuular. Tuva Tϋrkçesi söslϋğϋ (Тувинско-турецкий словарь) (на турецком языке). Ankara: Atatϋrk Kϋltϋr, Dil ve Tarih Yϋksek Kurumu. Tϋrk dil Kurumu Yayinlari. (Высшее общество культуры, языка и истории им. Ататюрка. Турецкое лингвистическое общество. Анкара. — 2003.[15]

### Основные статьи
1. Доржу, К. Б. Совместно-взаимный залог в тувинском языке. Журнал «Советская тюркология». No2. Баку: АН Азерб. ССР, 1986. — С. 73-82.[9][16]
2. Доржу, К. Б. Возвратный залог в тувинском языке. Сборник «Исследования по тувинской филологии». — Кызыл: Тувинское книжное издательство, 1986. — С. 33-53.[9]
3. Kuular, K.B. Reciprocals, sociatives, comitatives, and assistives in Tuvan (Реципрокальные, социативные, комитативные и ассистивные значения в тувинском языке). Reciprocal Constructions. Typological Studies in Language. Volume 3. Edited by P Nedjalkov. John Benjamins Publishing Company. — Amsterdam. Philadelpia, 2007. — С.1163-1229.[17]
4. Доржу, К. Б. Определительные и неопределенные местоимения в тувинском языке // Вестник Тувинского государственного университета. Социальные и гуманитарные науки. 2010. № 1.[18]
5. Доржу, К. Б. Историко-лексикологический анализ рассказа Н. Куулара «Аннаашкын соонда болчаг» / К. Б. Доржу // Кочевые цивилизации народов Центральной и Северной Азии: история, состояние, проблемы : сборник материалов II Международной научно-практической конференции, Красноярск, 01-04 июня 2010 года / Красноярский государственный педагогический университет им. В. П. Астафьева, Тывинский государственный университет. — Красноярск: Красноярский государственный педагогический университет им. В. П. Астафьева, 2010. — С. 93-95.[19]
6. Доржу, К. Б. Тыва чогаалда кур болгаш ооң каасталгаларын чуруп көргүскени / К. Б. Доржу // Вестник Тувинского государственного университета. № 4 Педагогические науки. — 2011. — № 4(11). — С. 53-60.[20]
7. Доржу, К. Б. Лексико-грамматические средства выражения образа скакуна в современной тувинской прозе. Вестник Тувинского государственного университета. Социальные и гуманитарные науки, (1), 70-76.[21]
8. Доржу, К. Б. Эвфемизмы в поэзии Антона Уержаа / К. Б. Доржу // . — 2017. — № 1(32). — С. 149—155.[22]
9. Доржу, К. Б. Сравнения в русских и тувинских поговорках, порицающих отрицательные качества человека / К. Б. Доржу // Вестник Тувинского государственного университета. № 1 Социальные и гуманитарные науки. — 2012. — № 1(12). — С. 94-98.[23]
10. Доржу, К. Б. Использование имплицитных форм отрицания в первой книге С. Тока «слово арата» / К. Б. Доржу // . — 2016. — № 1(28). — С. 157—163.[24]
11. Доржу, К. Б. Образ дороги в рассказах Владимира Серен-оола / К. Б. Доржу // Вестник Тувинского государственного университета. № 1 Социальные и гуманитарные науки. — 2013. — № 1(16). — С. 113—118.[25]
12. Доржу, К. Б. Использование фразеологизмов, связанных с приёмом пищи, в романе Салима Сюрюн-оола «Тывалаар кускун» / К. Б. Доржу // Мир науки, культуры, образования. — 2016. — № 5(60). — С. 352—354.[26]
13. Доржу, К. Б. Образ воды в поэзии Антона Уержаа / К. Б. Доржу, Ш. Ю. Кужугет // Мир науки, культуры, образования. — 2020. — № 6(85). — С. 650—653.[27]
14. Доржу, К. Б. Лексика, связанная с образом Дангыны, в повести Николая Куулара «Моя любимая — хозяйка Танды Дангына» / К. Б. Доржу // Филологические науки. Вопросы теории и практики. — 2015. — № 2-2(44). — С. 84-87.[28]
15. Доржу, К. Б. Символический смысл сочетаний со словом шай «чай» в поэзии Антона Уержаа / К. Б. Доржу // Казанская наука. — 2015. — № 11. — С. 151—154.[29]
16. Доржу, К. Б. Образ дороги в рассказах владимира Серен-оола. Вестник Тувинского государственного университета. Социальные и гуманитарные науки, (1), 113—118.[30]
17. Доржу, К. Б. Использование фразеологизмов, связанных с приёмом пищи, в романе Салима Сюрюн-оола «Тывалаар кускун» / К. Б. Доржу // Мир науки, культуры, образования. — 2016. — № 5(60). — С. 352—354.[26]
18. Доржу, К. Б. Летнее время в поэзии Айланмы Хертек / К. Б. Доржу, Ш. Ю. Кужугет // Мир науки, культуры, образования. — 2018. — № 2(69). — С. 495.[31]

### Учебно-методические труды
1. Монгуш, Д. А., Куулар. К. Б. Тыва дыл. 6-7 класс (Учебник по тувинскому языку для учащихся 6-7 классов школ РТ). — Кызыл: Тувинское книжное издательство, 1991. — 228 с.[32]
2. Монгуш Д. А., Куулар К. Б. Тыва дыл / Тувинский язык. Учебник для 6-7 классов. — Кызыл: Тувинское книжное издательство, 1995—280 с.[7]
3. Доржу К. Б. Тыва чечен чогаал сөзүглелиниӊ лексиктиг деӊнелиниӊ сайгарылгазы: өөредилге ному / К. Б. Доржу. — Кызыл: Изд-во ТувГУ, 2018. — 117 с.[33]
4. Доржу, К. Б. Тыва чечен чогаал сөзүглелиниң филологтуг сайгарылгазы эртем ажылдарының чыындызы [Текст] / Доржу К. Б.; Тываның күрүне университеди, Тыва филология болгаш ниити дыл эртеминиң каф. — Кызыл : ТувГУ, 2014. — 233 с.[34]
5. Доржу, К. Б. Тыва чогаал. Тыва шүлүк чогаалы. Тыва чечен чугаа. 10 класс: ниити өөредилге черлериниң гуманитарлыг профилинге шенелде өөредилге ному / К. Б. Доржу, М. Н. Ооржак, А. Б. Суктар ; Тыва Республиканың Өөредилге болгаш эртем яамызы, Национал школа хөгжүдер ин-т. — Кызыл : Национал школа хөгжүдер ин-т, 2013. — 191, [1] с.[1]
6. Доржу, К. Б. Амгы тыва литературлуг дылга мергежилгелер чыындызы : (Морфология) / К. Б. Доржу. — 2. үндүрүлгези, немелделиг. — Кызыл : Тываның ном үндүрер чери, 2003 (Екатеринбург : ГИПП Урал. рабочий). — 327, [1] с.[35]
7. Доржу К. Б. Тыва дыл болгаш чогаалды 8-11 класстарга хандыр өөредириниң шенелде программазы (Экспериментальная программа по углубленному изучению тувинского языка и литературы в 8-11 классах). — Кызыл: ИРНШ МОиН РТ, 2005. — 56 с.[9]
8. Монгуш, Д. А., Куулар. К. Б. Тыва дыл. Ɵөредилге ному 6-7 класс (Учебник по тувинскому языку для 6-7 кл). — Кызыл, Тувинское книжное изд-во им. Ю. Ш. Кюнзегеша, 2007. — 78 с.[36]
9. Ойдан-оол, А.К., Ондар, Б.К., Доржу К. Б., Куулар, Е. М. Тыва дыл. Ɵөредилге ному. 10-11 класс (Учебник по тувинскому языку для 10-11 кл.).Экспериментальное 1-е издание. — Кызыл: Тувинское книжное изд-во им. Ю. Ш. Кюнзегеша, 2007. — 272 с.[8]
10. Доржу, К.Б и др. Тыва улусчу ус-тывыш уран чүүлүнүң технологияларынга белеткээриниң өөредилге-методиктиг комплекизи. 7-9 класстар : программалар методиктиг сүмелер словарьлар : чонар-даш уран чүүлү, тыва хээни ыяшче дүжүрүп каастаары, тыва уран дааранылга, алгы-кешти болбаазырадыры / Тыва Республиканың өөредилге, эртем болгаш аныяктар политиказының яамызы, Национал школа хөгжүдер ин-т, Бай-Тайга кожууннуң Кызыл-Даг ортумак школазы; [К. Б. Доржу и др.]. — Кызыл : Ин-т развития национальной школы, 2010. — 147 с.[10]
11. Доржу, К. Б., Ооржак, М. Н., Суктар. А. Б. Тыва чогаал. 9 класс. Тыва улустуң аас чогаалы. Тыва шүлүк чогаалы: ниити өөредилге черлериниң гуманитарлыг профилинге шенелде өөредилге ному / К. Б. Доржу, М. Н. Ооржак, А. Б. Суктар; Тыва Республиканың өөредилге болгаш эртем яамызы, Национал школа хөгжүдер ин-т. — 1-е изд. — Кызыл: Национал школа хөгжүдер ин-т, 2012. — 191 с.[6]
12. Доржу, К.Б и др. Тыва дыл. 5 класс: ниити өөредилге черлеринге өөредилге ному / [К. Б. Доржу и др.]. — Изд. 1-е. — Кызыл : Национал школа хөгжүдер ин-т, 2014. — 255 с.[6]

## Награды
1. Почётная грамота «За многолетнюю плодотворную работу по развитию и совершенствованиюучебного процесса, значительный вклад в дело подготовки квалифицированных специалистов» Министерства образования и науки Российской Федерации 12.04.2010 г. № 458/к-н[37]
2. Почётная грамота Министерства образования и науки Республики Тыва[38]
3. Почётная грамота ТывГУ[39]